# Eduard Kneifel

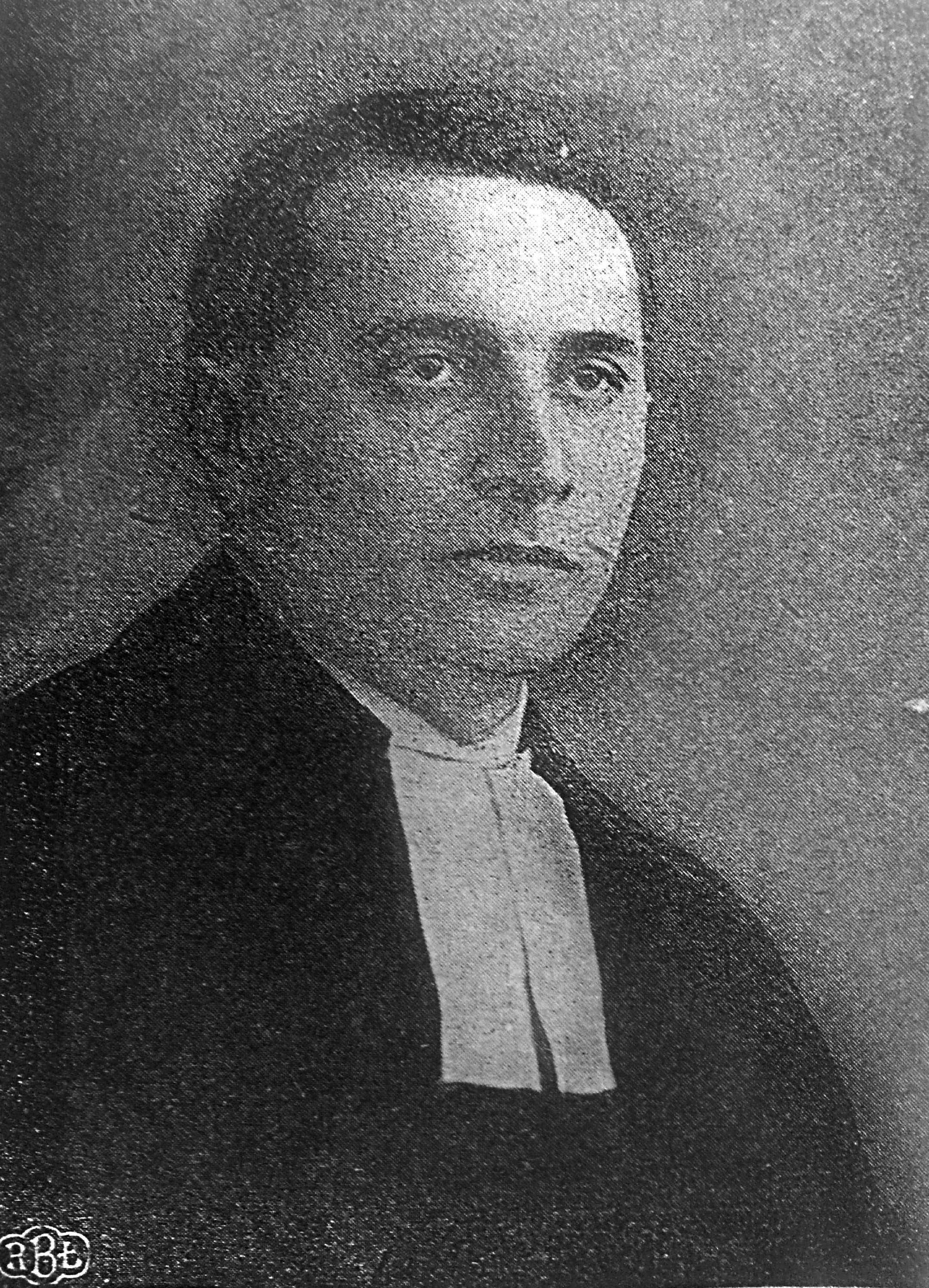

Eduard Kneifel (* 14. November 1896 in Rosterschütz; † 9. März 1993 in Markt Indersdorf) war ein deutscher lutherischer Geistlicher und Kirchenhistoriker.

## Leben
Kneifel war ein Sohn des Gerbereibesitzers Eduard Kneifel. Er besuchte die deutsche evangelische Volksschule seines Heimatorts Rosterschütz, danach das russische Gymnasium in Kalisz. Das Abitur legte er 1918 am deutsch-polnischen Gymnasium von Braun in Łódź ab. Danach studierte er ab 1919 Evangelische Theologie an der Universität Leipzig, 1921 in Rostock. Am 4. November 1923 wurde er in der St.-Johannis-Kirche in Łódź durch den damaligen Generalsuperintendenten Juliusz Bursche ordiniert. 1923/24 war er Vikar an der St.-Trinitatis-Kirche in Łódź. 1924 wurde Kneifel zum Pastor der evangelisch-lutherischen Kirchengemeinde Brzeziny gewählt. Zu seiner Gemeinde gehörten noch zehn weitere Predigtstätten in den Außendörfern. Zur Unterstützung der Bevölkerung gründete er eine Volksbank in Brzeziny sowie eine Filiale und eine Warengenossenschaft in Koluszki.
Neben seiner pfarramtlichen Tätigkeit befasste sich Kneifel mit der Geschichte der evangelisch-lutherischen Kirche in Polen. 1929 wurde er als einziger Deutscher in Polen in die Polnische Historische Gesellschaft zu Warschau aufgenommen, der er bis 1939 angehörte. Von 1926 bis 1928 war er Mitherausgeber von Weg und Ziel, der Monatsschrift der Deutschen Pastoralkonferenz in Łódź. 1938 bis 1939 gab er die Wochenschrift Luthererbe in Polen heraus.
Nach dem Zusammenbruch 1945 kam Kneifel in die Bundesrepublik. Am 30. November 1956 wurde er von der evangelisch-theologischen Fakultät der Universität Hamburg zum Doktor der Theologie promoviert. Zuletzt lebte er in Süddeutschland.

## Auszeichnungen
- Bundesverdienstkreuz 1. Klasse (1968)

## Werke
- Die evangelisch-augsburgischen Gemeinden der Kalischer Diözese. 1937.
- Geschichte der Evangelisch-Augsburgischen Kirche in Polen. Niedermarschacht 1964, DNB 452466342 (PDF; 17,3 MB).
- Die Pastoren der Evangelisch-Augsburgischen Kirche in Polen. Eging 1967, DNB 457237694 (PDF; 32,6 MB).
- Die evangelisch-augsburgischen Gemeinden in Polen. Eine Parochialgeschichte in Einzeldarstellungen 1555–1939. 1971.
- Die Evangelische Kirche im Wartheland-Ost (Łódź). Ihr Aufbau und ihre Auseinandersetzung mit dem Nationalsozialismus 1939–1945. Vierkirchen 1976.
- Das Werden und Wachsen der Evangelisch-Augsburgischen Kirche in Polen 1517–1939. Vierkirchen 1988, DNB 881495409 (PDF, 14 MB).